# هاشم‌آباد (تهران)
هاشم‌آباد محله‌ای است در جنوب شرق تهران و در منطقه ۱۵ شهرداری تهران است. این محله از شمال به خیابان خاوران، از جنوب به بزرگراه بعثت، از شرق به سه راه افسریه و غرب به محله اتابک محدود می‌شود.
این محل یکی از محل های قدیمی ایرانی بوده که در دوره ی ناصرالدین شاه به ((هاشم امیرالدوله سمیرجانی)) واگذار شد. و او هم تصمیم به آباد کردن این محل نمود.

## اماکن مهم محله
- فرهنگسرای خاوران
- پارک آبی آزادگان
- خانه فرهنگ هاشم‌آباد
- کتابخانه خاوران
- نگارخانه خاوران